# Laban (Menganti)
Laban is een bestuurslaag in het regentschap Gresik van de provincie Oost-Java, Indonesië. Laban telt 7428 inwoners (volkstelling 2010).